# Carrie Coon
Pour les articles homonymes, voir Coon (homonymie).
Carrie Alexandra Coon, née le 24 janvier 1981 à Copley aux États-Unis, est une actrice américaine. 

## Biographie
Carrie Coon vient du comté de Summit dans l'Ohio.
En 2013, elle est nommée au Tony Award du meilleur second rôle féminin dans une pièce et reçoit un Theatre World Award pour sa prestation à Broadway dans Qui a peur de Virginia Woolf ? d'Edward Albee,. 
En 2014, elle tient le rôle de Nora Durst, qui fait le deuil de son mari et de ses enfants, dans la série télévisée The Leftovers. Elle interprète aussi Margot Dunne, sœur du personnage joué par Ben Affleck, dans le film Gone Girl de David Fincher,.
En 2017, elle revient sur scène avec le rôle principal dans Mary Jane (en) d'Amy Herzog (en). Cette pièce mise en scène Off-Broadway par Anne Kauffman (en) lui permet d'obtenir plusieurs récompenses en tant que meilleure actrice. Cette même année, elle interprète Gloria Burgle, une policière allergique à l'informatique, dans la troisième saison de la série Fargo.
Depuis 2021, elle joue le rôle de Callie Spengler dans la franchise SOS Fantômes. C'est la fille du personnage interprété par Harold Ramis dans les deux premiers films.
En 2022, elle commence à interpréter le rôle de Bertha Russell, l'ambitieuse épouse d'un magnat des chemins de fer, dans la série The Gilded Age.
Carrie Coon est mariée au dramaturge et acteur Tracy Letts depuis 2013.

## Filmographie

### Cinéma
- 2012 : One in a Million (court métrage) : Bix
- 2014 : Gone Girl de David Fincher : Margo Dunne
- 2016 : Strange Weather (en) de Katherine Dieckmann : Clayton Watson
- 2017 : Pentagon Papers (The Post) de Steven Spielberg : Meg Greenfield
- 2018 : Avengers: Infinity War d'Anthony et Joe Russo : Proxima Midnight (voix)
- 2018 : My Deer Hunter Dad (The Legacy of a Whitetail Deer Hunter) de Jody Hill : Caroline Ferguson
- 2018 : Kin : Le Commencement (Kin) de Jonathan Baker et Josh Baker
- 2018 : Les Veuves (Widows) de Steve McQueen : Amanda Nunn
- 2019 : The Nest de Sean Durkin
- 2021 : SOS Fantômes : L'Héritage (Ghostbusters: Afterlife) de Jason Reitman : Callie
- 2023 : L'Étrangleur de Boston (Boston Strangler) de Matt Ruskin : Jean Cole
- 2023 : Ses trois filles (His Three Daughters) de Azazel Jacobs : Katie
- 2024 : SOS Fantômes : La Menace de Glace de Gil Kenan : Callie

### Télévision
- 2011 : The Playboy Club : Doris Hall (1 épisode)
- 2013 : New York, unité spéciale (saison 14, épisode 20)  : Talia Blaine
- 2013 : Ironside : Rachel Ryan (1 épisode)
- 2014 – 2017 : The Leftovers : Nora Durst (23 épisodes)
- 2014 : Intelligence : Luanne Vick (1 épisode)
- 2017 : Great Choice : Jen
- 2017 : Fargo : Gloria Burgle (saison 3)
- 2018 : The Sinner : Vera (saison 2)
- 2022 : The Gilded Age : Bertha Russell (17 épisodes)
- 2024 : The White Lotus : Laurie (saison 3)

## Distinctions
- Theatre World Awards 2013 : pour Qui a peur de Virginia Woolf ?[6]
- Critics' Choice Television Awards 2016 : meilleure actrice dans une série télévisée dramatique pour The Leftovers[7]
- Television Critics Association Awards 2017 : meilleure interprétation dans une série dramatique pour The Leftovers and Fargo
- Lucille Lortel Awards 2018 : meilleure actrice pour Mary Jane[8]
- Obie Awards 2018 : meilleure performance pour Mary Jane[9]
- Saturn Awards 2022 : Meilleure actrice dans un second rôle pour SOS Fantômes : L'Héritage

## Voix françaises
- Audrey Sourdive[10] dans : 
  - Les Heures retrouvées
  - SOS Fantômes : L'Héritage
  - L'Étrangleur de Boston
  - SOS Fantômes : La Menace de glace
  - Ses trois filles

- Josy Bernard[10] dans :
  - Fargo (série télévisée)
  - My Deer Hunter Dad
  - Kin : Le Commencement
  - The Sinner (série télévisée)

- Juliette Degenne[10] dans :
  - Gone Girl
  - Les Veuves

Et aussi
- Marie Diot dans Intelligence (série télévisée)
- Virginie Méry dans The Leftovers (série télévisée)
- Magali Bonfils dans Pentagon Papers
- Charlotte Correa dans Avengers : Infinity War
- Noémie Orphelin dans The Gilded Age[10] (série télévisée)